# Cassine (plante)
Pour les articles homonymes, voir Cassine.
Genre
Cassine est un genre de plantes de la famille des Celastraceae.

## Liste d'espèces
Selon BioLib (21 avril 2019) :
- Cassine peragua L.
- Cassine xylocarpa Vent.

Selon Catalogue of Life (21 avril 2019) :
- Cassine burkeana (Sond.) Kuntze
- Cassine parvifolia Sond.
- Cassine peragua L.

Selon NCBI (21 avril 2019) :
- Cassine glauca (Rottb.) Kuntze
- Cassine paniculata (Wight & Arn.) Lobr.-Callen, 1978
- Cassine peragua L.
- Cassine schinoides (Spreng.) R.H.Archer

Selon The Plant List (21 avril 2019) :
- Cassine aethiopica Thunb.
- Cassine albens (Retz.) Kosterm.
- Cassine albivenosa (Chiov.) Cufod.
- Cassine anjouanensis (H.Perrier) Lobr.-Callen
- Cassine aquifolium Fiori
- Cassine australis (Vent.) Kuntze
- Cassine balae Kosterm.
- Cassine brachycremastra (Guillaumin) I.H.Müll.
- Cassine buchananii Loes.
- Cassine bupleuroides (Guillaumin) I.H.Müll.
- Cassine burkeana (Sond.) Kuntze
- Cassine comorensis Loes.
- Cassine confertiflora (Tul.) Loes.
- Cassine congylos Kosterm.
- Cassine crocea (Thunb.) C.Presl
- Cassine cubensis (Bisse) Borhidi
- Cassine cunninghamii (Montrouz.) Lobr.-Callen
- Cassine curtipendula (Endl.) Kuntze
- Cassine ehrenbergii (Urb.) Alain
- Cassine elliptica (Decne.) Kuntze
- Cassine eucleiformis (Eckl. & Zeyh.) Kuntze
- Cassine glauca (Rottb.) Kuntze
- Cassine grossa (Wall. ex Roxb.) Kosterm.
- Cassine gymnosporiodes (Baker) Kuntze
- Cassine humbertii (H.Perrier) Lobr.-Callen
- Cassine kamerunensis (Loes.) Govaerts
- Cassine kamurensis (Loes.) Govaerts
- Cassine kedarnathii Sasidh. & Swarupan.
- Cassine koordersii Kosterm.
- Cassine lanceolata (Urb. & Ekman) Alain
- Cassine laneana (A.H.Moore) J.W.Ingram
- Cassine lippoldii (Bisse) Borhidi
- Cassine lyciodes (Baker) Kuntze
- Cassine macrocarpa (Sond.) Kuntze
- Cassine maritima (Bolus) L.Bolus
- Cassine matabelica (Loes.) Steedman
- Cassine megaphylla (Tul.) Kuntze
- Cassine melanocarpa (F.Muell.) Kuntze
- Cassine micrantha Loes.
- Cassine nipensis (Bisse) Borhidi
- Cassine nitidula (Baker) Kuntze
- Cassine obiensis Kosterm.
- Cassine oligantha (Baker) Kuntze
- Cassine orientalis (Jacq.) Kuntze
- Cassine paniculata (Wight & Arn.) Lobr.-Callen
- Cassine papillosa (Hochst.) Kuntze
- Cassine parvifolia Sond.
- Cassine pauciflora (Tul.) Loes.
- Cassine peragua L.
- Cassine pilosa (Baker) Kuntze
- Cassine pininsularis (Hürl.) I.H.Müll.
- Cassine quadrangulata (Reissek) Kuntze
- Cassine reticulata (Eckl. & Zeyh.) Codd
- Cassine schinoides (Spreng.) R.H.Archer
- Cassine schlechteriana Loes.
- Cassine schweinfurthiana Loes.
- Cassine tetragona (L.f.) Druce
- Cassine trachyclada (Baker) Kuntze
- Cassine transvaalensis (Burtt Davy) Codd
- Cassine trinitensis (Bisse) Borhidi
- Cassine vacciniodes (Baker) Kuntze
- Cassine viburnifolia (Juss.) Ding Hou
- Cassine vitiensis (A.C.Sm.) A.C.Sm.
- Cassine xylocarpa Vent.

Selon Tropicos (21 avril 2019) (Attention liste brute contenant possiblement des synonymes) :
- Cassine aethiopica Thunb.
- Cassine affinis Sond.
- Cassine albanensis Sond.
- Cassine albens Kosterm.
- Cassine albivenosa (Chiov.) Cufod.
- Cassine anjouanensis (H. Perrier) Lobr.-Callen
- Cassine aquifolia Fiori
- Cassine aquifolium Fiori
- Cassine attenuata (A. Rich.) Kuntze
- Cassine australis (Vent.) Kuntze
- Cassine balae Kosterm.
- Cassine barbara L.
- Cassine brachycremastra (Guillaumin) I.H.Müll.
- Cassine buchananii Loes.
- Cassine bupleuroides (Guillaumin) I.H. Müll.
- Cassine burchellii Loes. ex Schinz
- Cassine burkeana (Sond.) Kuntze
- Cassine capensis L.
- Cassine caroliniana Lam.
- Cassine colpoon Thunb.
- Cassine comorensis Loes.
- Cassine confertiflora Loes.
- Cassine congylos Kosterm.
- Cassine corymbosa Mill.
- Cassine crocea (Thumb.) Kuntze
- Cassine cubensis Borhidi
- Cassine cunninghamii (Montrouz.) Lobr.-Callen
- Cassine curtipendula (Endl.) Kuntze
- Cassine dentata (J.R. Forst. & G. Forst.) Kuntze
- Cassine dichotoma M.R.Almeida
- Cassine dioica (Griseb.) Lobr.-Callen
- Cassine discolor Wall.
- Cassine domingensis Spreng.
- Cassine ehrenbergii (Urb.) Alain
- Cassine elliptica Kuntze
- Cassine engleriana Loes.
- Cassine eucleiformis Kuntze
- Cassine excelsa Wall.
- Cassine fortunei (Turcz.) Kuntze
- Cassine fruticosa (N. Robson) ined.
- Cassine glauca Kuntze
- Cassine gongonha Mart.
- Cassine grossa Kosterm.
- Cassine gymnosporiodes (Baker) Kuntze
- Cassine holstii Loes. ex Engl.
- Cassine hookeriana (Raoul) Kuntze
- Cassine humbertii (H. Perrier) Lobr.-Callen
- Cassine illiciifolia Hayata
- Cassine integrifolia Domin
- Cassine japonica (Franch. & Sav.) Kuntze
- Cassine kamerunensis (Loes.) Govaerts
- Cassine kamurensis (Loes.) Govaerts
- Cassine kedarnathii Sasidh. & Swarupan.
- Cassine koordersii Kosterm.
- Cassine kotoensis Hayata
- Cassine kraussiana Bernh.
- Cassine lacinulata Loes.
- Cassine lanceolata (Urb. & Ekman) Alain
- Cassine laneana (A.H. Moore) J.W. Ingram
- Cassine latifolia Eckl. & Zeyh.
- Cassine laurifolia (Harv.) Davison
- Cassine lippoldii (Bisse) Borhidi
- Cassine lyciodes (Baker) Kuntze
- Cassine macrocarpa Kuntze
- Cassine magellanica Lam.
- Cassine maritima L. Bolus
- Cassine matabelica (Loes.) Steedman
- Cassine matabelicum (Loes.) Steedman
- Cassine matsudae Hayata
- Cassine maurocenia L.
- Cassine megaphylla Kuntze
- Cassine melanocarpa (F. Muell.) Kuntze
- Cassine micrantha (Tul.) Loes.
- Cassine nipensis Borhidi
- Cassine nitidula (Baker) Kuntze
- Cassine obiensis Kosterm.
- Cassine oligantha (Baker) Kuntze
- Cassine orientalis (Jacq.) Kuntze
- Cassine paniculata (Wight & Arn.) Lobr.-Callen
- Cassine papillosa (Hochst.) Kuntze
- Cassine parvifolia Sond.
- Cassine pauciflora (Tul.) Loes.
- Cassine peragua L.
- Cassine pilosa (Baker) Kuntze
- Cassine pininsularis (Hürl.) I.H. Müll.
- Cassine pubescens Kuntze
- Cassine quadrangulata (Reissek) Kuntze
- Cassine ramulosa Raf.
- Cassine rehmannii Kuntze
- Cassine reticulata Codd
- Cassine rotundata (DC.) Kuntze
- Cassine roxburghii Ramamoorthy
- Cassine sambavensis ined.
- Cassine scandens Eckl. & Zeyh.
- Cassine schinoides (Spreng.) R.H. Archer
- Cassine schlechteri (Loes.) Davison
- Cassine schlechteriana Loes.
- Cassine schweinfurthiana Loes.
- Cassine sphaerophylla Kuntze
- Cassine stuhlmannii (Loes.) Blakelock
- Cassine szyszylowiczii Kuntze
- Cassine szyszylowiczlii Kuntze
- Cassine tetragona Druce
- Cassine tomentosa (Ruiz & Pav.) Kuntze
- Cassine trachyclada (Baker) Kuntze
- Cassine transvaalensis Codd
- Cassine trinitensis (Bisse) Borhidi
- Cassine vacciniodes Kuntze
- Cassine velutina (Harv.) Loes. ex Davison
- Cassine velutinum Loes.
- Cassine viburnifolia Ding Hou
- Cassine vitiensis (A.C. Sm.) A.C. Sm.
- Cassine xylocarpa Vent.